# Colin Blakemore
Colin Blakemore Kt, FRS (Stratford-upon-Avon 1 de junho de 1944) é um neurocientista britânico.
Especialista em percepção visual e desenvolvimento do cérebro, é Professor de Neurociência e Fisiologia da Escola de Estudos Avançados da Universidade de Londres e professor emérito de neurociências da Universidade de Oxford. Foi chefe executivo do Medical Research Council (Reino Unido) (MRC).